# Аль-Юнайне
Аль-Юнайне (англ. al-Junayneh, араб. الجنينة) — поселення в Сирії, що складає невеличку друзьку общину в нохії Шакка, яка входить до складу однойменної мінтаки Шагба в південній сирійській мухафазі Ас-Сувейда.